# Тунельна піч

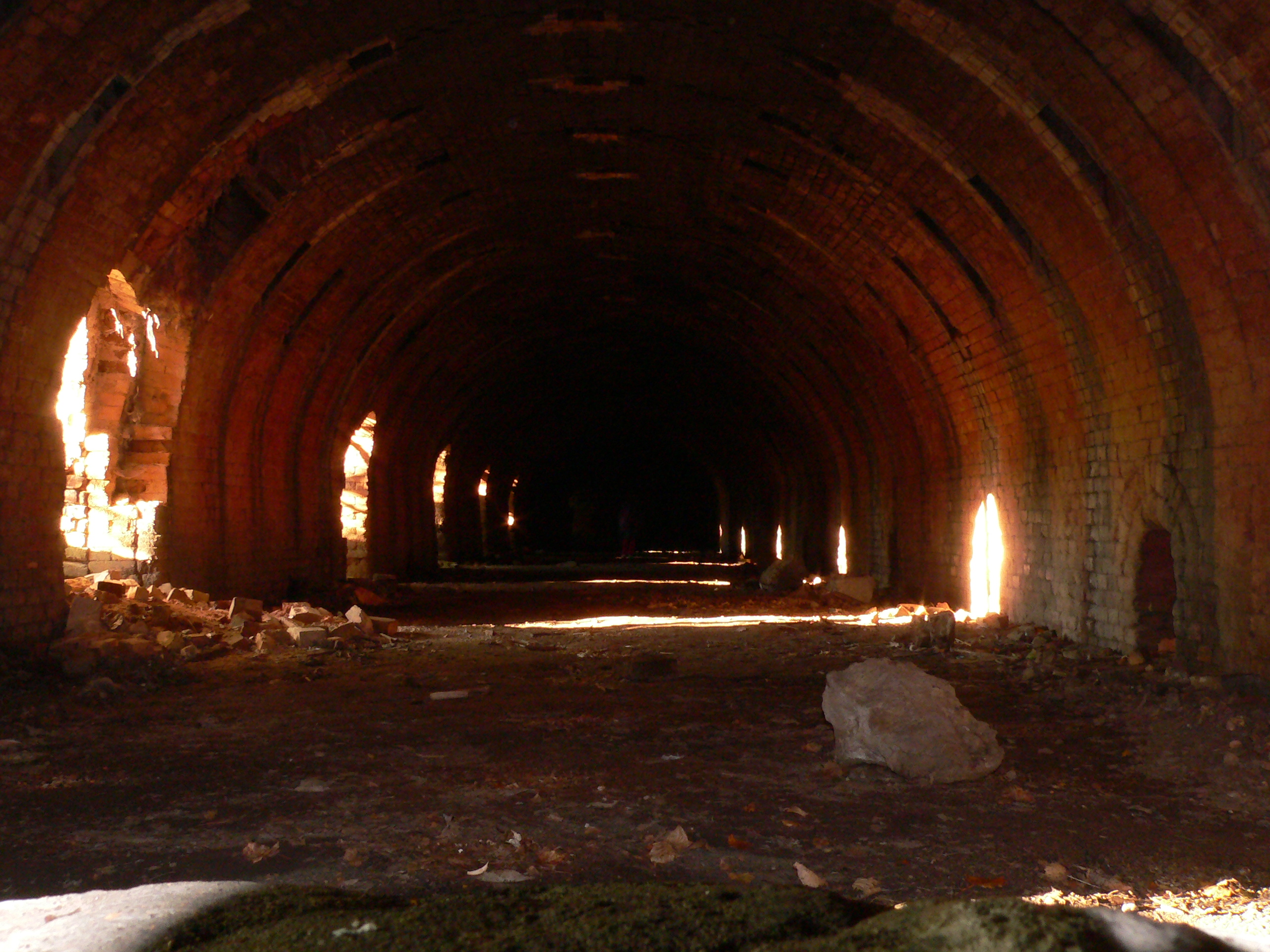
Покинута тунельна піч для випалювання цегли

Туне́льна піч (англ. tunnel-type furnace) — прохідна промислова піч з робочим простором у вигляді довгого тунелю. Довжина тунелю печі може бути від 5 м до 150 м, ширина — 1,5…3 м, висота від поду вагонетки до замка арочного склепіння 1,6…1,8 м. Розміри тунелів залежать від виду палива, призначення і продуктивності тунельних печей. Першу тунельну піч побудував у 1856 р. німецький інженер О. Бок.

## Загальні конструктивні особливості
Вироби (матеріали) переміщуються у робочому просторі тунельної печі на вагонетках, рухомому поді, транспортері або в підвішених металевих кошиках назустріч потоку продуктів згоряння палива. По мірі просування тунелем печі матеріали, завантажені на технологічний транспорт, спочатку підігріваються (у зоні підігріву) за рахунок відхідних продуктів горіння і нагрітого повітря, що надходить у зону підігріву із зони охолодження, потім випалюються або витримуються при заданій температурі (в зоні випалювання чи нагрівання) і охолоджуються (в зоні охолодження).
На початку тунельної печі є вхідна камера, а в кінці — вихідна камера із затворами, що забезпечують герметичність тунелю при закочуванні і викочуванні з печі вагонеток. Просування вагонеток рейковими шляхами всередині печі відбувається з допомогою гідравлічних або механічних (гвинтових) штовхачів.
Для запобігання попадання продуктів згоряння і повітря з робочої частини тунелю в підвагонеточнний простір уздовж всієї печі (з обох боків) влаштований піщаний затвор. В стінах печі є спеціальні отвори, через які в піщаний затвор періодично підсипають пісок.
Основним видом палива для тунельних печей є природний газ. У ряді випадків використовується рідке і тверде низькосортне паливо, що спалюється у виносних топках або електроенергія (наприклад, для хлібопекарських тунельних печей).

## Забезпечення оптимальних температурних режимів
В тунельних печах регулюється подача палива та повітря для горіння й охолодження продукції, а також і кількість продуктів горіння та нагрітого повітря. Це здійснюється за рахунок встановлення окремих вентиляторів, димососів та рециркуляції димових газів і повітря у рециркуляційних каналах, що розташовуються уздовж печі над склепінням, якими димові гази і повітря можуть бути подані у відповідні зони печі. Регулювання розподілу продуктів горіння і повітря дозволяє запроваджувати автоматизацію процесів підігріву, випалу та охолодження виробів, забезпечує одержання найкращих техніко-економічних показників роботи цих видів печей.

## Використання
В тунельних печах випалюють цеглу, керамічні облицювальні матеріали і труби, вироби з порцеляни, вогнетривкі вироби, сушать деревину, піддають металеві вироби термічній обробці, провадять суху перегонку палива, реалізують технології випікання хлібобулочних виробів у харчовій промисловості тощо.
Тунельні механізовані печі значною мірою витіснили кільцеві та періодичні газокамерні установки.